# Ernest Galobart i Monell
Ernest Galobart i Monell   (Manresa, 21 de novembre de 1921 - Cagua, 5 de novembre de 1995) fou un futbolista català de la dècada de 1940.
Va néixer el 21 de novembre del 1921 a Manresa, Catalunya i va morir amb 95 anys. Jugava a la posició d'extrem esquerre i destacava per la seva velocitat i pels gols amb el cap i la seva agressivitat al terreny de joc, essent un destacat futbolista espanyol en l'època. En la seva carrera va jugar 79 partits 6995 minuts i va marcar 12 gols entre primera i segona divisió.
Inicià la seva trajectòria al club de la seva ciutat natal, el CE Manresa entre 1937 i 1941, d'on passà al CE Mataró (1941-43).
Temporada 1943-44
L'any 1943 ingressà al RCD Espanyol per jugar a l'equip amateur, però la mateixa temporada acabà cedit a l'EC Granollers i seguidament a CA Osasuna, a segona divisió, on va jugar 6 partits, va marcar 1 gol i li van ensenyar 1 targeta vermella. Com que va quedar en 13 posició va fixar per un nou equip.
Temporada 1944-45
Va jugar cedit, mentre realitzava el servei militar, amb el Saragossa 15 partits, a segona divisió, no va marcar cap gol, li van ensenyar una vermella. Van finalitzar en 7 posició, l'equip va veure un talen en el jugador i el van renovar per una temporada més.
Temporada 1945-46
Va jugar amb el Saragossa 17 partits, a segona divisió, va marcar 3 gols, li van ensenyar una vermella. Van finalitzar en 10 posició, l'equip va veure que el jugador va ajudar per guanyar molts partits i va passar a titular indiscutible en el equip.
Temporada 1946-47
Va jugar amb el Saragossa 11 partits, a segona divisió, va marcar 4 gols. Com que va tenir una gran arrencada el va fixar el RCD Espanyol, on va jugar 22 partits i va marcar 6 gols, dels quals 2 van ser contra el Reial Madrid. Gràcies aquests gols l'equip es va poder emportar la victòria. Van finalitzar la temporada en 11 posició. Va jugar la final de la copa contra el Real Madrid, però la va perdre per 2-0 amb un gol clar en fora de joc del Reial Madrid.
Temporada 1947-48
La següent temporada va jugar al RCD Córdoba on va disputar 20 partits, però no va marcar cap gol, li van ensenyar una targeta vermella. Van finalitzar la temporada en 14 posició. Al final de la temporada 1947-48 el Córdoba baixà a tercera divisió i Galobart retornà a Catalunya per jugar al CE Manresa (1948-51) i a la UE Vic (1951-52). El 1952 marxà a Veneçuela per jugar al Deportivo Español (1952-54) i hi acabà fixant la seva residència, arribant a jugar amb la selecció.

## Taula dels equips
| EQUIP         |  | TEMPORADA | DIVISO | EDAT  | PJ | PC | MINUTS | T.G | T.V | GOLS |
| ------------- |  | --------- | ------ | ----- | -- | -- | ------ | --- | --- | ---- |
| Osasuna       |  | 1943-44   | 2ª     | 22    | 6  | 5  | 520    |     | 1   | 1    |
| Real Zaragoza |  | 1944-45   | 2ª     | 23    | 15 | 14 | 1325   |     | 1   |      |
| Real Zaragoza |  | 1945-46   | 2ª     | 24    | 17 | 16 | 1520   |     | 1   | 3    |
| Real Zaragoza |  | 1946-47   | 2ª     | 25    | 11 | 11 | 990    |     |     | 4    |
| Espanyol      |  | 1946-47   | 1a     | 25    | 22 | 22 | 2010   |     |     | 6    |
| RCD Córdoba   |  | 1947-48   | 2ª     | 26    | 20 | 19 | 1740   |     | 1   |      |
|               |  |           | Total  | Total | 91 | 87 | 8105   | 0   | 4   | 14   |